# McCrory
McCrory est une ville située dans l’État américain de l'Arkansas, dans le comté de Woodruff.

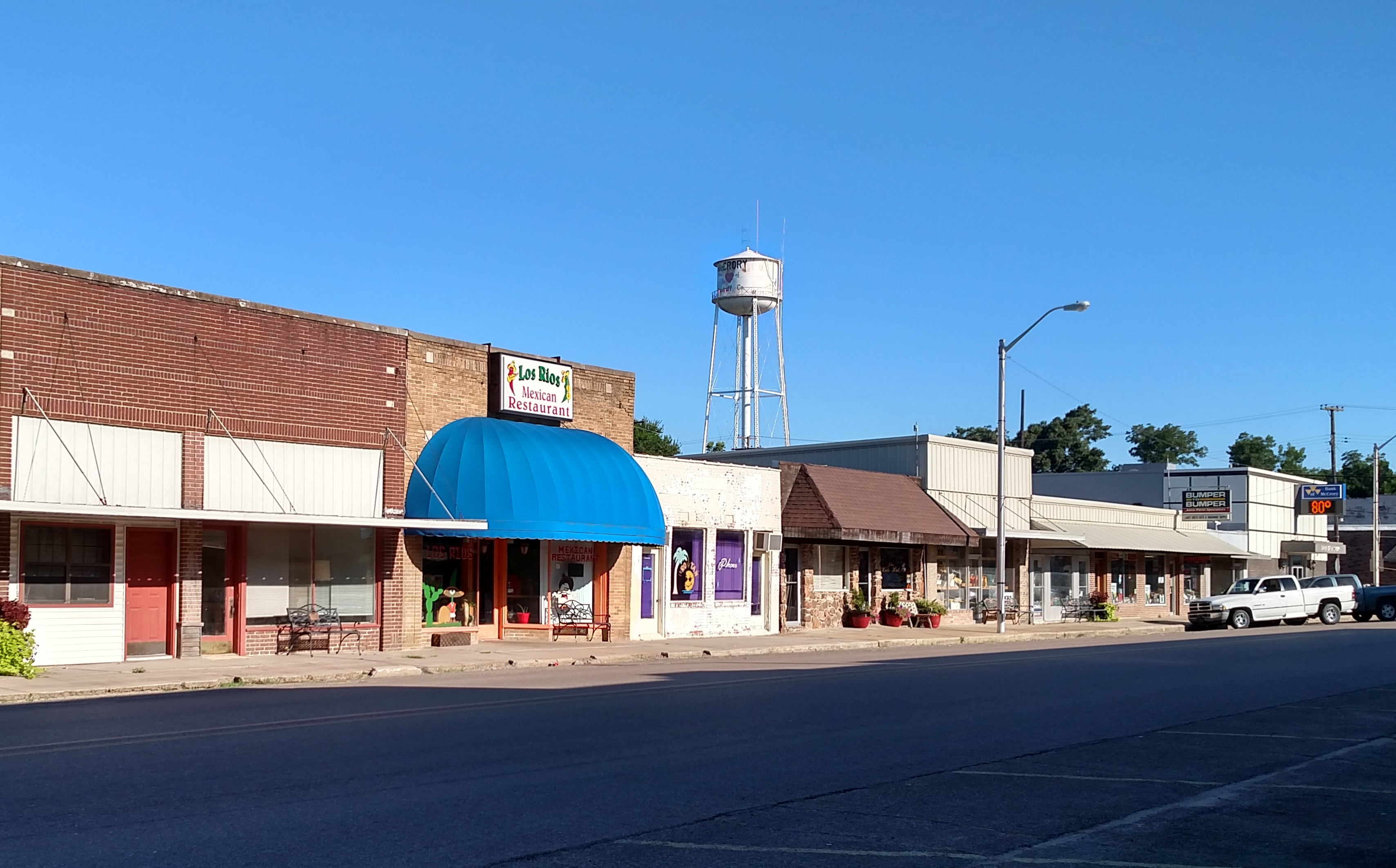
McCrory, Arkansas